# 嗤う蟲
『嗤う蟲』（わらうむし）は、2025年1月24日に公開された日本映画。監督は城定秀夫、主演は深川麻衣。PG12指定。
日本各地で実際に起きた村八分事件がベースになっており、自然豊かな田舎でのスローライフを夢見て、都会から麻宮村へと移住してきた若い夫婦が村人たちの狂気に飲み込まれ、「村社会」の闇に引きずりこまれていく姿が描かれる。

## キャスト

### 主要人物
長浜杏奈
演 - 深川麻衣
自然豊かな田舎でのスローライフを夢見て夫・輝道とともに麻宮村へ移住する。
上杉輝道
演 - 若葉竜也
杏奈の夫。自治会長・田久保の仕事を手伝ううちに麻宮村の隠された「掟」を知ってしまう。

### 麻宮村の村民
三橋剛
演 - 松浦祐也
三橋椿
演 - 片岡礼子
古谷
演 - 中山功太
田久保よしこ
演 - 杉田かおる
田久保千豊
演 - 田口トモロヲ
自治会長。村民たちに信奉されている。杏奈たちの生活に過剰に干渉してくる。

## スタッフ
- 監督・編集 - 城定秀夫
- 脚本 - 内藤瑛亮、城定秀夫[2]
- 音楽 - ゲイリー芦屋[2]
- 製作 - 大熊一成、小山洋平、小林栄太朗、佐竹一美[2]
- プロデューサー - 布川均、宇田川寧、田口雄介[2]
- 撮影 - 渡邊雅紀[2]
- 照明 - 小川大介[2]
- 録音 - 原川慎平[2]
- 美術 - 中川理仁[2]
- 装飾 - 山本直輝[2]
- 音響効果 - 大塚智子[2]
- VFXディレクター - 川村翔太[2]
- スタイリスト - 加藤みゆき[2]
- ヘアメイク - 和田弥生[2]
- 監督補 - 塩崎遵[2]
- ラインプロデューサー - 高橋輝光[2]
- 制作担当 - 田口大地[2]
- 音楽プロデューサー - 杉田寿宏[2]
- キャスティング - 梓菜穂子[2]
- 配給 - ショウゲート [1][2]
- 製作プロダクション - ダブ[1]
- 製作幹事 - ポニーキャニオン[1]
- 製作 - 映画「嗤う蟲」製作委員会（ポニーキャニオン、博報堂DYミュージック&ピクチャーズ、テンカラット、ダブ）